# زاراكيس
زاراكيس (Ζάρακες) هي مدينة في إففويا في مقاطعة كينتريكي إلادا في اليونان.
يبلغ عدد سكانها حوالي 929 نسمة.